# ハーコン郡 (サウスダコタ州)
ハーコン郡（英: Haakon County）は、アメリカ合衆国サウスダコタ州の中央部西に位置する郡である。2010年国勢調査での人口は1,937人であり、2000年の2,196人から11.8％減少した。郡庁所在地はフィリップ市（人口779人）であり、同郡で人口最大の町でもある。

## 歴史
ハーコン郡は1914年に創設され、1915年に創設された。郡名は1905年にノルウェー国王となったホーコン7世に因んで名付けられた。サウダコタ州で非アメリカ人の名前が付けられた唯一の郡であり、州内に住んだことのない人名を持つ9郡の1つである。サウダコタ州66郡の名称の多くは州初期の役人や議員、あるいは地形の名前が付けられるか、インディアンの言葉、さらに他州の郡名から採られている。他にローマ神話の女神オーロラや、動物のバッファロー、概念のユニオンもある。

## 地理
アメリカ合衆国国勢調査局に拠れば、郡域全面積は1,827平方マイル (4,731.9 km2)であり、このうち陸地は1,813平方マイル (4,695.6 km2)、水域は14平方マイル (36.3 km2)で水域率は0.78％である。

### 主要高規格道路
- アメリカ国道14号線
- サウスダコタ州道34号線
- サウスダコタ州道63号線
- サウスダコタ州道73号線

### 隣接する郡
- ジーバック郡 - 北
- スタンリー郡 - 東
- ジョーンズ郡 - 南東
- ジャクソン郡 - 南
- ペニントン郡 - 西

## 人口動態
以下は2000年の国勢調査による人口統計データである。
| 基礎データ - 人口: 2,196人 - 世帯数: 870 世帯 - 家族数: 620 家族 - 人口密度: 0.5人/km2（1人/mi2） - 住居数: 1,002軒 - 住居密度: 0軒/km2（1軒/mi2） 人種別人口構成 - 白人: 96.40% - ネイティブ・アメリカン: 2.50% - アジア人: 0.09% - 混血: 1.00% - ヒスパニック・ラテン系: 0.59% 先祖による構成 - ドイツ系：33.6％ - イギリス系：12.1％ - ノルウェー系：9.5％ - アイルランド系：7.0％ 年齢別人口構成 - 18歳未満: 25.7% - 18-24歳: 7.0% - 25-44歳: 25.2% - 45-64歳: 24.1% - 65歳以上: 18.0% - 年齢の中央値: 41歳 - 性比（女性100人あたり男性の人口） - 総人口: 96.6 - 18歳以上: 97.3 | 世帯と家族（対世帯数） - 18歳未満の子供がいる: 32.6% - 結婚・同居している夫婦:63.6% - 未婚・離婚・死別女性が世帯主: 4.8% - 非家族世帯: 28.7% - 単身世帯: 26.0% - 65歳以上の老人1人暮らし: 13.1% - 平均構成人数 - 世帯: 2.47人 - 家族: 3.00人 収入と家計 - 収入の中央値 - 世帯: 29,894米ドル - 家族: 35,958米ドル - 性別 - 男性: 25,098米ドル - 女性: 18,913米ドル - 人口1人あたり収入: 16,780米ドル - 貧困線以下 - 対人口: 13.9% - 対家族数: 12.0% - 18歳未満: 18.7% - 65歳以上: 16.0% |

## 住宅取得費
2007年の郡内住宅取得費は以下の通りである。
- 一戸建て: 143,052米ドル
- タウンハウスなど集合住宅s: 116,019米ドル
- 二戸一: 176,744米ドル
- 移動ハウス: 51,477米ドル

## 都市と町
- ミッドランド
- マイルスビル
- フィリップ - 郡庁所在地

### 郡区
ハーコン郡はイーストハーコンとウェストハーコンの2つの未編入領域に分けられている。